# Copa de Corea
La Copa del Presidente de Corea del Sur después llamada Copa de Corea fue una competición de fútbol que se celebraba anualmente en Corea del Sur de 1971 a 1999. La copa, organizada por la Asociación de Fútbol de Corea, era disputada por el equipo anfitrión y equipos invitados.
La copa fue creada para entrenar al equipo de fútbol nacional de Corea del Sur y desarrollar el fútbol asiático en Corea. Fue una competición oficial desde 1995 
Esta competencia fue desaparecida después de la última edición del torneo en 1999.

## Historia del nombre de la competición
- Copa de fútbol del Presidente: 1971-1993
- Copa de Corea: 1995-1999

## Palmarés
| Año  |                                                     | Final                                               | Final                                               | Final                                               |                                                     | Disputa del 3º lugar                                | Disputa del 3º lugar                                | Disputa del 3º lugar |
| Año  | Campeón                                             | Marcador                                            | Subcampeón                                          | Tercer lugar                                        | Marcador                                            | Cuarto lugar                                        |                                                     |                      |
| ---- | --------------------------------------------------- | --------------------------------------------------- | --------------------------------------------------- | --------------------------------------------------- | --------------------------------------------------- | --------------------------------------------------- | --------------------------------------------------- | -------------------- |
| 1971 | Corea del Sur Birmania                              | 0 – 0 pro.                                          |                                                     | Indonesia                                           | 4 – 2                                               | Malasia                                             |                                                     |                      |
| 1972 | 1948                                                | 3 – 1                                               | Indonesia                                           | Corea del Sur                                       | 1 – 0                                               | Malasia                                             |                                                     |                      |
| 1973 | Birmania Khmer                                      | 0 – 0 pro.                                          |                                                     | Corea del Sur                                       | 2 – 0                                               | Malasia                                             |                                                     |                      |
| 1974 | Corea del Sur                                       | 7 – 1                                               | PSMS Medan                                          | Birmania                                            | 6 – 0                                               | Camboya                                             |                                                     |                      |
| 1975 | Corea del Sur                                       | 1 – 0                                               | Birmania                                            | Homa FC                                             | 3 – 0                                               | Japón B                                             |                                                     |                      |
| 1976 | São Paulo Sub-21                                    | 0 – 0                                               | Corea del Sur                                       | Corea del Sur B                                     | 1 – 0                                               | Nueva Zelanda                                       |                                                     |                      |
| 1977 | São Paulo Sub-21                                    | 1 – 0                                               | Corea del Sur                                       | Malasia Tailandia                                   | 1 – 1                                               |                                                     |                                                     |                      |
| 1978 | Corea del Sur                                       | 6 – 2                                               | Washington Diplomats                                | Corea del Sur B                                     | 2 – 1                                               | FAR Rabat                                           |                                                     |                      |
| 1979 | Vitória FC                                          | 2 – 1 pro.                                          | Corea del Sur                                       | Baréin                                              | 1 – 0                                               | Corea del Sur B                                     |                                                     |                      |
| 1980 | Corea del Sur                                       | 2 – 0                                               | Indonesia                                           | Corea del Sur B                                     | [ 3 ]                                               | Tailandia                                           |                                                     |                      |
| 1981 | Racing Córdoba                                      | 2 – 2                                               | Corea del Sur                                       | Vitória FC                                          | 1 – 0                                               | Danubio FC                                          |                                                     |                      |
| 1982 | Operário FC                                         | 0 – 0                                               | Corea del Sur                                       | PSV Eindhoven                                       | 5 – 0                                               | Hallelujah FC                                       |                                                     |                      |
| 1983 | PSV Eindhoven                                       | 3 – 2                                               | Corea del Sur                                       | Ghana                                               | 5 – 0                                               | Estados Unidos equipo olímpico                      |                                                     |                      |
| 1984 | Bangu AC                                            | 2 – 1                                               | Hallelujah FC                                       | Corea del Sur                                       | 2 – 1                                               | Bayer Leverkusen                                    |                                                     |                      |
| 1985 | Corea del Sur                                       | 1 – 0                                               | Corea del Sur B                                     | Bangu AC                                            | 1 – 1 a.e.t. (4 – 3) pen.                           | Irak B                                              |                                                     |                      |
| 1986 | No se celebró debido a los Juegos Asiáticos de Seúl | No se celebró debido a los Juegos Asiáticos de Seúl | No se celebró debido a los Juegos Asiáticos de Seúl | No se celebró debido a los Juegos Asiáticos de Seúl | No se celebró debido a los Juegos Asiáticos de Seúl | No se celebró debido a los Juegos Asiáticos de Seúl | No se celebró debido a los Juegos Asiáticos de Seúl |                      |
| 1987 | Corea del Sur                                       | 0 – 0 pro. (5 – 4) pen.                             | Australia                                           | Corea del Sur B Egipto                              | [ 5 ]                                               |                                                     |                                                     |                      |
| 1988 | Liga Checoslovaca XI                                | 2 – 1                                               | Rusia B                                             | Corea del Sur                                       | 3 – 2                                               | Iwuanyanwu Nationale                                |                                                     |                      |
| 1989 | Liga Checoslovaca XI                                | [ 3 ]                                               | Brøndby IF                                          | Corea del Sur                                       | [ 3 ]                                               | SL Benfica                                          |                                                     |                      |
| 1991 | Corea del Sur                                       | 2 – 0                                               | Egipto                                              | Australia Rusia B                                   | [ 5 ]                                               |                                                     |                                                     |                      |
| 1993 | Egipto                                              | 1 – 0                                               | Corea del Sur                                       | Liga Chega XI Liga Rumana XI                        | [ 5 ]                                               |                                                     |                                                     |                      |
| 1995 | Se celebró de manera oficial                        | Se celebró de manera oficial                        | Se celebró de manera oficial                        | Se celebró de manera oficial                        | Se celebró de manera oficial                        | Se celebró de manera oficial                        | Se celebró de manera oficial                        |                      |
| 1995 | Ecuador                                             | 1 – 0                                               | Zambia                                              | Corea del Sur Costa Rica                            | [ 5 ]                                               |                                                     |                                                     |                      |
| 1997 | Corea del Sur                                       | [ 3 ]                                               | Serbia                                              | Egipto                                              | [ 3 ]                                               | Ghana                                               |                                                     |                      |
| 1999 | Croacia                                             | [ 3 ]                                               | México                                              | Corea del Sur                                       | [ 3 ]                                               | Egipto                                              |                                                     |                      |

## Títulos

### Por equipo
| Equipo            | Títulos | Subtítulos |
| ----------------- | ------- | ---------- |
| Corea del Sur     | 12      | 4          |
| Birmania          | 3       | 1          |
| São Paulo sub-21  | 2       | 0          |
| Vitória FC        | 1       | 0          |
| Racing de Córdoba | 1       | 0          |
| PSV Eindhoven     | 1       | 0          |
| Bangu             | 1       | 0          |
| Liga Checoslovaca | 2       | 0          |
| Egipto            | 1       | 1          |
| Ecuador           | 1       | 0          |
| Croacia           | 1       | 0          |
| República Jemer   | 1       | 0          |
| Operário FC       | 1       | 0          |

### Por país
| País            | Títulos                                                                         | Finales                                |
| --------------- | ------------------------------------------------------------------------------- | -------------------------------------- |
| Corea del Sur   | 12 (1971*, 1974, 1975, 1976*, 1978, 1980, 1981*, 1982*, 1985, 1987, 1991, 1997) | 6 (1977, 1979 ,1983, 1984, 1985, 1993) |
| Brasil          | 5 (1976*, 1977, 1979, 1982*, 1984)                                              | —                                      |
| Birmania        | 3 (1971*, 1972, 1973*)                                                          | 1 (1975)                               |
| Checoslovaquia  | 2 (1988, 1989)                                                                  | —                                      |
| Egipto          | 1 (1993)                                                                        | 1 (1991)                               |
| Países Bajos    | 1 (1983)                                                                        | —                                      |
| República Jemer | 1 (1973*)                                                                       | —                                      |
| Argentina       | 1 (1981*)                                                                       | —                                      |
| Ecuador         | 1 (1995)                                                                        | —                                      |
| Croacia         | 1 (1999)                                                                        | —                                      |
| Indonesia       | —                                                                               | 3 (1972, 1974, 1980)                   |
| Estados Unidos  | —                                                                               | 1 (1978)                               |
| Australia       | —                                                                               | 1 (1987)                               |
| Unión Soviética | —                                                                               | 1 (1988)                               |
| Dinamarca       | —                                                                               | 1 (1989)                               |
| Zambia          | —                                                                               | 1 (1995)                               |
| Yugoslavia      | —                                                                               | 1 (1997)                               |
| México          | —                                                                               | 1 (1999)                               |

## Tabla Histórica
| Equipo                    | Aps | J   | G  | E  | P  | GF  | GC  | GD   | Pts |
| ------------------------- | --- | --- | -- | -- | -- | --- | --- | ---- | --- |
| Corea del Sur             | 23  | 125 | 86 | 25 | 14 | 290 | 77  | +213 | 283 |
| Corea del Sur B           | 11  | 51  | 21 | 11 | 19 | 67  | 66  | +1   | 74  |
| Birmania                  | 6   | 29  | 16 | 7  | 6  | 48  | 21  | +27  | 55  |
| Tailandia                 | 15  | 56  | 12 | 15 | 29 | 70  | 103 | –33  | 51  |
| Egipto                    | 5   | 22  | 11 | 8  | 3  | 36  | 21  | +15  | 41  |
| Malasia                   | 9   | 37  | 11 | 6  | 20 | 52  | 78  | –26  | 39  |
| Paulista U21              | 3   | 15  | 11 | 3  | 1  | 34  | 4   | +30  | 36  |
| PSV Eindhoven             | 2   | 12  | 10 | 1  | 1  | 39  | 10  | +29  | 31  |
| Vitória-ES                | 2   | 13  | 9  | 3  | 1  | 30  | 8   | +22  | 30  |
| Indonesia                 | 9   | 37  | 8  | 5  | 24 | 57  | 85  | –28  | 29  |
| Australia                 | 2   | 11  | 7  | 4  | 0  | 19  | 5   | +14  | 25  |
| Bangu                     | 2   | 12  | 5  | 7  | 0  | 22  | 9   | +13  | 22  |
| Irak                      | 2   | 11  | 6  | 2  | 3  | 27  | 16  | +11  | 20  |
| Baréin                    | 5   | 21  | 5  | 5  | 11 | 22  | 47  | –25  | 20  |
| Checoslovaquia XI         | 2   | 10  | 5  | 3  | 2  | 14  | 10  | +4   | 18  |
| Hallelujah FC             | 2   | 11  | 5  | 3  | 3  | 17  | 15  | +2   | 18  |
| Racing (C)                | 1   | 7   | 5  | 2  | 0  | 19  | 7   | +12  | 17  |
| Nueva Zelanda             | 3   | 13  | 5  | 2  | 6  | 13  | 15  | –2   | 17  |
| República Jemer           | 4   | 16  | 4  | 5  | 7  | 14  | 29  | –15  | 17  |
| Soviet Union XI           | 1   | 6   | 5  | 0  | 1  | 10  | 2   | +8   | 15  |
| Operário-MS               | 1   | 6   | 4  | 2  | 0  | 13  | 7   | +6   | 14  |
| Checoslovaquia            | 1   | 5   | 4  | 1  | 0  | 12  | 4   | +8   | 13  |
| Ecuador                   | 1   | 5   | 4  | 1  | 0  | 10  | 4   | +6   | 13  |
| Danubio                   | 1   | 7   | 4  | 1  | 2  | 9   | 7   | +2   | 13  |
| Estados Unidos            | 3   | 15  | 3  | 4  | 8  | 19  | 28  | –9   | 13  |
| Washington Diplomats      | 1   | 6   | 4  | 0  | 2  | 15  | 12  | +3   | 12  |
| Malta                     | 2   | 8   | 3  | 3  | 2  | 10  | 8   | +2   | 12  |
| Homa                      | 1   | 6   | 3  | 2  | 1  | 9   | 3   | +6   | 11  |
| Zambia                    | 2   | 8   | 3  | 1  | 4  | 8   | 14  | –6   | 10  |
| PAS Tehran                | 1   | 4   | 3  | 0  | 1  | 8   | 4   | +4   | 9   |
| Brøndby                   | 1   | 5   | 3  | 0  | 2  | 8   | 4   | +4   | 9   |
| 1. FC Saarbrücken         | 1   | 5   | 3  | 0  | 2  | 7   | 9   | –2   | 9   |
| Hungría XI                | 2   | 9   | 2  | 3  | 4  | 8   | 11  | –3   | 9   |
| Ghana                     | 3   | 11  | 3  | 0  | 8  | 14  | 19  | –5   | 9   |
| Sudán                     | 2   | 8   | 2  | 2  | 4  | 7   | 18  | –11  | 8   |
| Malasia B                 | 3   | 12  | 1  | 5  | 6  | 10  | 28  | –18  | 8   |
| Velež Mostar              | 1   | 4   | 2  | 1  | 1  | 8   | 6   | +2   | 7   |
| Atlas                     | 1   | 4   | 2  | 1  | 1  | 7   | 5   | +2   | 7   |
| Genoa                     | 1   | 5   | 2  | 1  | 2  | 9   | 10  | –1   | 7   |
| Iwuanyanwu Nationale      | 1   | 6   | 2  | 1  | 3  | 8   | 9   | –1   | 7   |
| ASFAR                     | 1   | 6   | 2  | 1  | 3  | 7   | 8   | –1   | 7   |
| Tailandia B               | 1   | 5   | 2  | 1  | 2  | 7   | 8   | –1   | 7   |
| Canadá                    | 1   | 5   | 2  | 1  | 2  | 5   | 9   | –4   | 7   |
| Japón B                   | 2   | 9   | 1  | 4  | 4  | 5   | 12  | –7   | 7   |
| México XI                 | 1   | 3   | 2  | 0  | 1  | 9   | 4   | +5   | 6   |
| Central Español           | 1   | 5   | 1  | 3  | 1  | 5   | 4   | +1   | 6   |
| Marruecos                 | 1   | 5   | 2  | 0  | 3  | 6   | 6   | 0    | 6   |
| Nigeria                   | 1   | 5   | 1  | 3  | 1  | 5   | 5   | 0    | 6   |
| Japón                     | 1   | 5   | 2  | 0  | 3  | 4   | 4   | 0    | 6   |
| Fortuna Sittard           | 1   | 5   | 1  | 3  | 1  | 5   | 8   | –3   | 6   |
| Benfica                   | 1   | 5   | 2  | 0  | 3  | 6   | 11  | –5   | 6   |
| Líbano                    | 2   | 6   | 2  | 0  | 4  | 9   | 16  | –7   | 6   |
| Singapur                  | 2   | 8   | 2  | 0  | 6  | 10  | 23  | –13  | 6   |
| Yugoslavia                | 1   | 3   | 1  | 2  | 0  | 4   | 2   | +2   | 5   |
| Croacia                   | 1   | 3   | 1  | 2  | 0  | 5   | 4   | +1   | 5   |
| Rumania XI                | 1   | 4   | 1  | 2  | 1  | 7   | 7   | 0    | 5   |
| Deportivo Español         | 1   | 5   | 1  | 2  | 2  | 6   | 9   | –3   | 5   |
| Chile B                   | 1   | 5   | 1  | 2  | 2  | 3   | 6   | –3   | 5   |
| PSMS Medan                | 1   | 4   | 1  | 2  | 1  | 3   | 8   | –5   | 5   |
| Bayer Leverkusen          | 2   | 9   | 1  | 2  | 6  | 8   | 16  | –8   | 5   |
| Indonesia B               | 2   | 8   | 1  | 2  | 5  | 3   | 21  | –18  | 5   |
| India                     | 3   | 12  | 1  | 2  | 9  | 6   | 25  | –19  | 5   |
| México                    | 1   | 3   | 1  | 1  | 1  | 4   | 3   | +1   | 4   |
| Costa Rica                | 1   | 4   | 1  | 1  | 2  | 5   | 5   | 0    | 4   |
| Turquía Olímpico          | 1   | 3   | 1  | 1  | 1  | 3   | 4   | –1   | 4   |
| Gimnasia y Esgrima (LP)   | 1   | 3   | 1  | 1  | 1  | 3   | 4   | –1   | 4   |
| Yukong Elephants          | 1   | 4   | 1  | 1  | 2  | 4   | 6   | –2   | 4   |
| Unión Soviética B         | 1   | 4   | 1  | 1  | 2  | 3   | 5   | –2   | 4   |
| Liechtenstein             | 1   | 5   | 1  | 1  | 3  | 4   | 8   | –4   | 4   |
| Huracán                   | 1   | 5   | 1  | 1  | 3  | 6   | 12  | –6   | 4   |
| United States Olympic     | 1   | 3   | 1  | 0  | 2  | 7   | 7   | 0    | 3   |
| Alianza Lima              | 1   | 3   | 0  | 3  | 0  | 3   | 3   | 0    | 3   |
| Hong Kong                 | 1   | 3   | 1  | 0  | 2  | 3   | 4   | –1   | 3   |
| Nacional                  | 1   | 3   | 1  | 0  | 2  | 2   | 3   | –1   | 3   |
| Carioca XI                | 1   | 3   | 1  | 0  | 2  | 2   | 5   | –3   | 3   |
| Hungría                   | 1   | 3   | 1  | 0  | 2  | 1   | 5   | –4   | 3   |
| Racing Beirut             | 1   | 4   | 1  | 0  | 3  | 8   | 14  | –6   | 3   |
| Middlesex Wanderers       | 1   | 4   | 1  | 0  | 3  | 4   | 10  | –6   | 3   |
| Bangladés                 | 1   | 4   | 1  | 0  | 3  | 4   | 16  | –12  | 3   |
| Mechelen                  | 1   | 3   | 0  | 2  | 1  | 3   | 4   | –1   | 2   |
| Trelleborg                | 1   | 3   | 0  | 2  | 1  | 3   | 5   | –2   | 2   |
| QPR                       | 1   | 3   | 0  | 2  | 1  | 2   | 5   | –3   | 2   |
| Cercle Brugge             | 1   | 3   | 0  | 2  | 1  | 2   | 6   | –4   | 2   |
| Warna Agung               | 1   | 4   | 0  | 2  | 2  | 1   | 5   | –4   | 2   |
| Atlante                   | 1   | 3   | 0  | 2  | 1  | 0   | 4   | –4   | 2   |
| Australia B               | 1   | 3   | 0  | 1  | 2  | 3   | 5   | –2   | 1   |
| United States U21         | 1   | 3   | 0  | 1  | 2  | 2   | 4   | –2   | 1   |
| Sporting Cristal          | 1   | 3   | 0  | 1  | 2  | 4   | 7   | –3   | 1   |
| United States Universiada | 1   | 3   | 0  | 1  | 2  | 4   | 7   | –3   | 1   |
| Guatemala                 | 1   | 3   | 0  | 1  | 2  | 0   | 4   | –4   | 1   |
| Shamrock Rovers           | 1   | 5   | 0  | 1  | 4  | 0   | 4   | –4   | 1   |
| Kilmarnock                | 1   | 3   | 0  | 1  | 2  | 4   | 9   | –5   | 1   |
| Serie C U21               | 1   | 3   | 0  | 1  | 2  | 3   | 8   | –5   | 1   |
| Eintracht Frankfurt       | 1   | 3   | 0  | 1  | 2  | 2   | 7   | –5   | 1   |
| China U20                 | 1   | 3   | 0  | 1  | 2  | 1   | 6   | –5   | 1   |
| Châteauroux               | 1   | 5   | 0  | 1  | 4  | 5   | 12  | –7   | 1   |
| Perak                     | 1   | 4   | 0  | 1  | 3  | 4   | 11  | –7   | 1   |
| Bahrain B                 | 1   | 5   | 0  | 1  | 4  | 3   | 11  | –8   | 1   |
| Lierse                    | 1   | 2   | 0  | 0  | 2  | 5   | 8   | –3   | 0   |
| Sri Lanka                 | 1   | 4   | 0  | 0  | 4  | 1   | 11  | –10  | 0   |
| Vietnam del Sur           | 1   | 3   | 0  | 0  | 3  | 1   | 13  | –12  | 0   |
| Filipinas                 | 1   | 4   | 0  | 0  | 4  | 0   | 22  | –22  | 0   |

## Premios

### Mejor Jugador
| Año  | Nombre        | Equipo        |
| ---- | ------------- | ------------- |
| 1991 | Ha Seok-ju    | Corea del Sur |
| 1993 | Ahmed Shobair | Egipto        |
| 1995 | Energio Díaz  | Ecuador       |
| 1997 | Ha Seok-ju    | Corea del Sur |
| 1999 | Desconocido   | Desconocido   |

### Goleador
| Año  | Nombre            | Equipo            | Goals       |
| ---- | ----------------- | ----------------- | ----------- |
| 1971 | Iswadi Idris      | Indonesia         | 7           |
| 1972 | Abdul Kadir       | Indonesia         | 6           |
| 1973 | Kim Jin-kook      | Corea del Sur     | 3           |
| 1973 | Kim Jae-han       | Corea del Sur     | 3           |
| 1973 | R. Visvanathan    | Malasia           | 3           |
| 1973 | Cha Bum-kun       | Corea del Sur     | 3           |
| 1974 | Park Lee-chun     | Corea del Sur     | 6           |
| 1975 | Desconocido       | Desconocido       | Desconocido |
| 1976 | Cha Bum-kun       | Corea del Sur     | 7           |
| 1977 | Cha Bum-kun       | Corea del Sur     | 6           |
| 1978 | Kim Jae-han       | Corea del Sur     | 6           |
| 1979 | João Francisco    | Vitória-ES        | 8           |
| 1980 | Chung Hae-won     | Corea del Sur     | 7           |
| 1981 | João Francisco    | Vitória-ES        | 6           |
| 1982 | Ruud Geels        | PSV Eindhoven     | 7           |
| 1983 | Jurrie Koolhof    | PSV Eindhoven     | 6           |
| 1984 | Paulinho Criciúma | Bangu             | 5           |
| 1985 | Karim Saddam      | Irak              | 6+          |
| 1987 | Frank Farina      | Australia         | 4           |
| 1988 | Milan Luhový      | Checoslovaquia XI | 4           |
| 1988 | Alberto Mariscal  | Atlas             | 4           |
| 1988 | Choi Soon-ho      | Corea del Sur     | 4           |
| 1989 | Pavel Černý       | Checoslovaquia    | 5           |
| 1991 | Ha Seok-ju        | Corea del Sur     | 4           |
| 1993 | Cho Jin-ho        | Corea del Sur B   | 3           |
| 1995 | Eduardo Hurtado   | Ecuador           | 5           |
| 1997 | Rade Bogdanović   | Yugoslavia        | 2           |
| 1997 | Choi Moon-sik     | Corea del Sur     | 2           |
| 1997 | Seo Jung-won      | Corea del Sur     | 2           |
| 1997 | Slaviša Jokanović | Yugoslavia        | 2           |
| 1999 | Daniel Osorno     | México            | 2           |